# Municipio de Vail (Minnesota)
El municipio de Vail (en inglés: Vail Township) es un municipio ubicado en el condado de Redwood, en el estado estadounidense de Minnesota. En el año 2010 tenía una población de 229 habitantes y una densidad de 2,52 personas por km².

## Geografía
El municipio de Vail se encuentra ubicado en las coordenadas 44°24′23″N 95°18′1″O / 44.40639, -95.30028. Según la Oficina del Censo de los Estados Unidos, el municipio tiene una superficie total de 91.02 km², de la cual 90,79 km² corresponden a tierra firme y (0,25 %) 0,23 km² es agua.

## Demografía
Según el censo de 2010, había 229 personas residiendo en el municipio de Vail. La densidad de población era de 2,52 hab./km². De los 229 habitantes, el municipio de Vail estaba compuesto por el 93,45 % blancos, el 0,87 % eran afroamericanos, el 3,06 % eran asiáticos y el 2,62 % eran de una mezcla de razas. No había hispanos ni latinos de cualquier raza.